# Chaumont (New York)
Chaumont ist ein Dorf (Village) im Jefferson County im US-Bundesstaat New York. Der Ort hat 624 Einwohner auf einer Fläche von zwei Quadratkilometern. Er liegt in einer Höhe von 89 Metern.

## Geographie
Das Dorf liegt im Norden des Bundesstaates New York am Ostufer des Ontariosees, am Südufer des Mündungstrichters des Chaumont Rivers, der hier in die Chaumont Bay mündet. Am gegenüber liegenden Ufer, in Luftlinie etwa 200 Meter entfernt und durch eine Brücke über den Fluss mit Chaumont verbunden liegt das Dorf Lyme Village. Das Gelände ist durch eine eiszeitliche Grundmoräne geprägt; dementsprechend sind keine erwähnenswerten Erhebungen zu finden.

### Nachbargemeinden
Alle Entfernungen sind als Luftlinien zwischen den offiziellen Koordinaten der Orte aus der Volkszählung 2010 angegeben.
- Norden: Clayton, 6,6 km
- Nordosten: Brownville Village, 16,4 km
- Süden: Sackets Harbor, 3,6 km
- Nordwesten: Cape Vincent, 17,2 km

### Klima
Die mittlere Durchschnittstemperatur in Chaumont liegt zwischen −7,2 °C (19° Fahrenheit) im Januar und 21,1 °C (70° Fahrenheit) im Juli. Damit ist der Ort gegenüber dem langjährigen Mittel New Yorks im Winterhalbjahr um etwa 2,0 Grad kühler als im Mittel des Bundesstaates, während im Sommerhalbjahr die Mittelwerte New Yorks nur um Weniges unterschritten werden. Die Schneefälle zwischen Oktober und Mai mit den wesentlichen Fällen im Dezember und Januar liegen mit bis zu 72,5 Zentimetern (28,5 inch) etwas unter der mittleren Schneehöhe in den USA, die tägliche Sonnenscheindauer liegt am unteren Rand des Wertespektrums der USA.

### Einwohnerentwicklung
| Jahr      | 1800 | 1810 | 1820 | 1830 | 1840 | 1850 | 1860 | 1870 | 1880 | 1890 |
| --------- | ---- | ---- | ---- | ---- | ---- | ---- | ---- | ---- | ---- | ---- |
| Einwohner |      |      |      |      |      | 66   | 304  | 370  | 479  | 623  |
| Jahr      | 1900 | 1910 | 1920 | 1930 | 1940 | 1950 | 1960 | 1970 | 1980 | 1990 |
| Einwohner | 738  | 708  | 595  | 596  | 584  | 618  | 523  | 567  | 620  | 593  |
| Jahr      | 2000 | 2010 | 2020 | 2030 | 2040 | 2050 | 2060 | 2070 | 2080 | 2090 |
| Einwohner | 592  | 624  |      |      |      |      |      |      |      |      |

## Wirtschaft und Infrastruktur

### Verkehr
Chaumont wird durch die New York State Route 12E an den inneramerikanischen Straßenverkehr angeschlossen. Ein einfaches Rollfeld für Privatmaschinen, der Salburious Point Airport, ergänzt die Verkehrsanbindungen.

### Medien
Fernseh- oder Radiostationen sind in Chaumont nicht angesiedelt; Sender für Fernsehen, Kurz- und UKW-Stationen finden sich aber in Watertown, Cape Vincent und Carthage.

### Öffentliche Einrichtungen
Neben den üblichen Verwaltungen und einer öffentlichen Bibliothek mi ca. 15.000 Bänden sind in Chaumont keine öffentlichen Einrichtungen verzeichnet. Das nächstgelegene Krankenhaus ist das Samaritern Medical Center in Watertown.

### Bildung
Im Dorf Chaumont sind eine zentrale Grund- und eine Highschool, die bis zur 12. Klasse führt, eingerichtet; sie dienen als Ausbildungsplätze für die Dörfer der Umgebung. Die nächstgelegenen, größeren Colleges finden sich in Watertown, Oswego und Canton, der nächste Universitäts-Campus in Potsdam.